# Lissochelifer gibbosounguiculatus
Lissochelifer gibbosounguiculatus är en spindeldjursart som först beskrevs av Beier 1951.  Lissochelifer gibbosounguiculatus ingår i släktet Lissochelifer och familjen tvåögonklokrypare. Inga underarter finns listade i Catalogue of Life.